# Ematurga melanostigma
Ematurga melanostigma là một loài bướm đêm trong họ Geometridae.